# 류지혜 (레이싱 모델)
류지혜(1989년 10월 28일 ~ )는 대한민국의 레이싱 모델이다.

## 개요
- 2008년 80대 1 경쟁에서 뚫고 최연소 나이 19세에 레이싱 모델로 발탁되어 데뷔했다.[1]

## 경력

### 에이빙모델 경력
- 2016년 영상기자재전 코리아프로덕츠관 포즈모델
- 2015년 서울모터쇼 캐딜락 부스 포즈모델
- 2011년 서울모터쇼 현대자동차 부스 포즈모델

### 레이싱모델 경력
- CJ슈퍼레이스 바보몰레이싱팀 전속 모델
- 2012년 CJ레이싱팀 전속 모델
- 2015년 핸즈모터스포츠페스티벌 본부측 전속모델
- 2016년 CTCC 기아(중국)자동차 레이싱팀 전속모델

### 방송 경력
- 2009년 KBS2 TV 스타골든벨 최연소 레이싱 모델 특별 출연
- 2010년 영화 쩨쩨한 로맨스 단역 출연
- 2011년 XTM 남자공감 랭크쇼 M16 진행

## 수상
- 2010년 아시아 모델 페스티벌 어워드 레이싱 모델 부문 인기상

## 사건사고
2019년 2월 19일 SNS에 극단적 선택을 암시하는 글을 올린 후에 자택서 무사히 발견된 후 병원으로 이송된 것으로 전해졌다